# (17425) 1989 AM3
(17425) 1989 AM3 là một tiểu hành tinh vành đai chính. Nó được phát hiện bởi Robert H. McNaught ở Đài thiên văn Siding Spring ở Coonabarabran, New South Wales, Australia, ngày 4 tháng 1 năm 1989.